# Pentaioduro di fosforo
Il pentaioduro di fosforo è un composto chimico del fosforo e dello iodio con formula chimica PI5.
A differenza del pentabromuro di fosforo (PBr5) e del pentacloruro di fosforo (PCl5), non ha struttura trigonale-bipiramidale. In soluzione, è presente come addotto tra triioduro di fosforo (PI3) e una molecola di iodio (I2). Nei solidi si forma un cocristallizzato di triioduro di fosforo e iodio.

## Estrazione e presentazione
Il pentaioduro di fosforo può essere rappresentato dalla reazione dello ioduro di sodio (NaI) con il pentacloruro di fosforo nello ioduro di metile (CH3I).